# Ludolf Krehl (Mediziner)

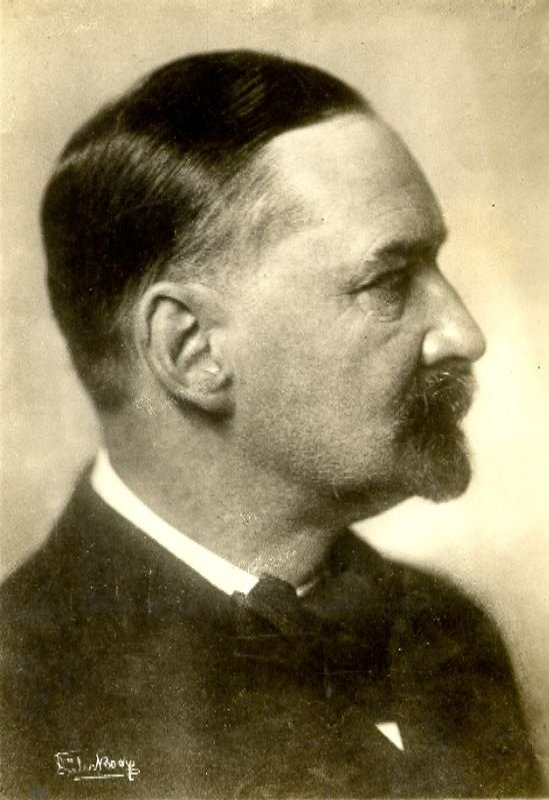
Ludolf von Krehl, vor 1925

Albrecht Ludolf Krehl, nach der Nobilitierung 1904 Ludolf von Krehl (* 26. Dezember 1861 in Leipzig; † 26. Mai 1937 in Heidelberg), war ein deutscher Internist, Kardiologe und Pathologe. Ludolf von Krehl war Hochschullehrer an der Friedrich-Schiller-Universität Jena, der Philipps-Universität Marburg, der Ernst-Moritz-Arndt-Universität Greifswald, der Universität Straßburg und der Ruprecht-Karls-Universität Heidelberg.

## Leben

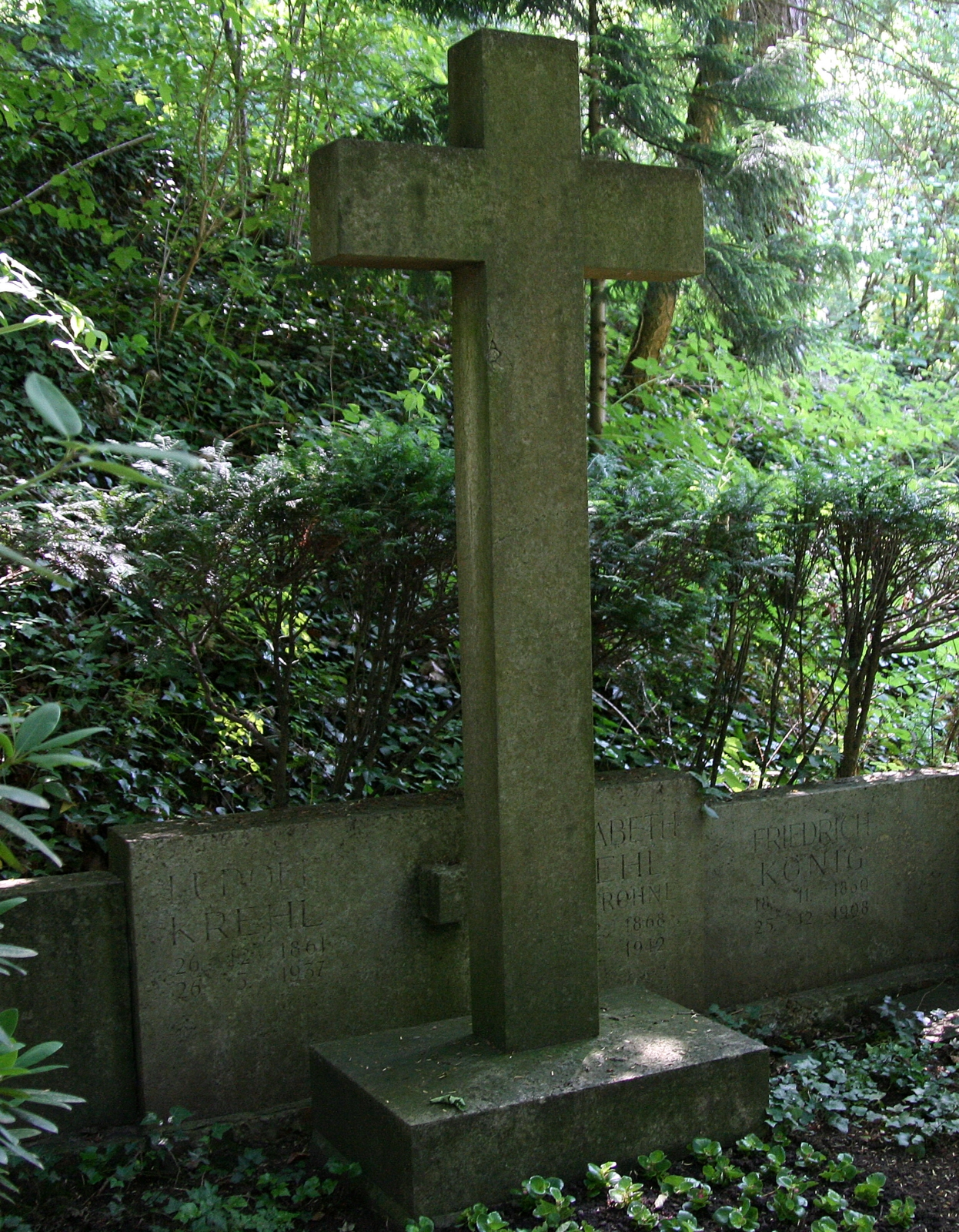
Ludolf von Krehls Grab auf dem Heidelberger Bergfriedhof

Ludolf Krehl war Sohn des Leipziger Professors für Orientalistik Ludolf Krehl; sein Großvater war der Leipziger Theologe August Ludwig Gottlob Krehl. 
Er studierte 1881 bis 1886 Medizin in Leipzig, Jena, Heidelberg und Berlin und wurde 1886 bei Carl Ludwig in Leipzig promoviert. Während seines Medizinstudiums in Heidelberg wurde Krehl Mitglied der Burschenschaft Frankonia. 1886–1892 war er Assistent von Ernst Leberecht Wagner und Heinrich Curschmann an der Leipziger Medizinischen Klinik. Dort habilitierte er sich 1888 für Innere Medizin. Es folgten Berufungen an die Medizinischen Polikliniken in Jena 1892, Marburg 1899 und Greifswald 1900. 1902 übernahm er die Medizinischen Kliniken in Tübingen, 1904 in Straßburg als Nachfolger von Bernhard Naunyn und übernahm 1907 als Professor der Inneren Medizin schließlich die Medizinische Klinik in Heidelberg als Nachfolger von Wilhelm Erb. In Heidelberg entstanden gemeinsame Arbeiten aus mit dem Chirurgen Eugen Enderlen durchgeführten experimentellen Forschungen. Krehl führte gemeinsam mit Enderlen Denervierungsoperationen am Herzen sowie Blockaden von Nervenknoten am Hals durch.
1909 konnte Krehl die für ihn errichtete Villa Krehl im Stadtteil Handschuhsheim beziehen. In dem herrschaftlichen Gebäude lebte er mit seiner aus Russland stammenden Frau Elisabeth großbürgerlichen Lebensstil. Zu seinen regelmäßigen Gästen zählte der badische Großherzog Friedrich.
Krehls Wirken in Heidelberg wurde durch den Ersten Weltkrieg unterbrochen. Er war beratender Internist und Leiter eines Seuchenlazaretts im besetzten französischen Montmédy. Aus dieser Zeit stammen die Feldpostbriefe an seine Frau. In diesen Briefen setzte sich Krehl unter anderem mit der Kriegs-Perspektive des Heidelberger Theologen und Berliner Philosophen Ernst Troeltsch auseinander. Krehl las in jener Zeit als beratender Generalarzt auch den Standesentwurf „Der Arzt“ von Ernst Schweninger aus dem Jahr 1906.
Die wirtschaftlichen Probleme der Kriegszeit führten zum Verlust von Krehls Villa in Handschuhsheim. Er bezog mit seiner Frau das bisherige Gartenhaus, während die Villa zum Schülerheim Friedrichsstift der evangelischen Landeskirche wurde. In Heidelberg konnte Krehl 1922 einen Klinikneubau beziehen, war an der Gründung des Kaiser-Wilhelm-Instituts für Medizinische Forschung beteiligt und übernahm nach seiner 1930 erfolgten Emeritierung bis 1937 die Leitung der Abteilung für Pathologie an diesem Institut.
1904 wurde Krehl geadelt, 1925 Mitglied des Ordens Pour le Mérite für Wissenschaft und Künste und 1927 Ehrendoktor der Evangelisch-Theologischen Fakultät Tübingen. 1926 wurde Krehl in die Deutsche Akademie der Naturforscher Leopoldina aufgenommen. 1909 wurde er außerordentliches und 1916 ordentliches Mitglied der Heidelberger Akademie der Wissenschaften. In der Zeit des Nationalsozialismus wurde er Mitglied des NS-Lehrerbundes. 1936 zeichnete ihn Adolf Hitler mit dem Adlerschild des Deutschen Reiches aus. Krehl war von 1916 bis 1921 und von 1928 bis 1937 Mitglied des Senats der Kaiser-Wilhelm-Gesellschaft zur Förderung der Wissenschaften.

## Wirken

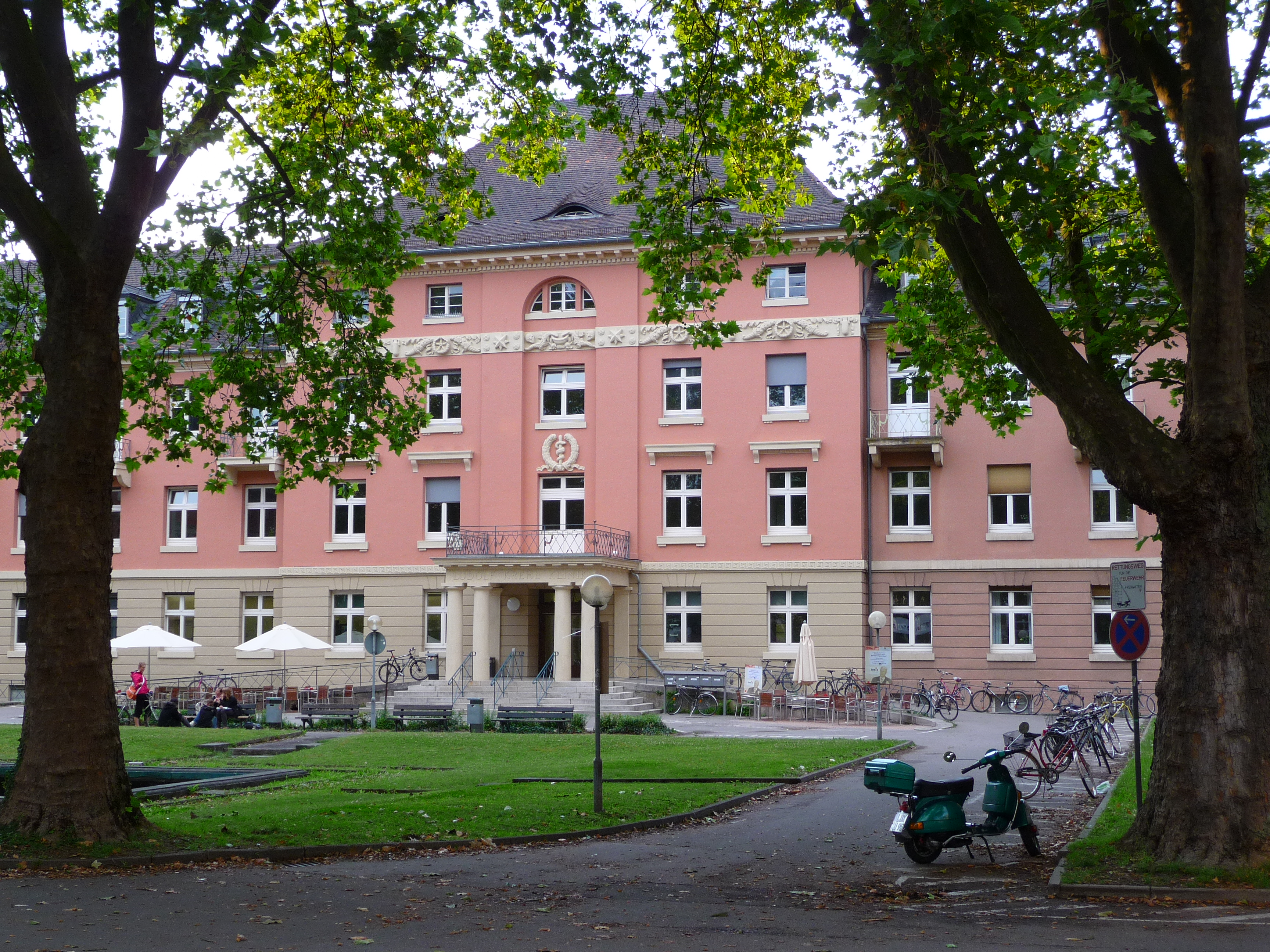
Haupteingang der ehemaligen Ludolf-Krehl-Klinik in Heidelberg

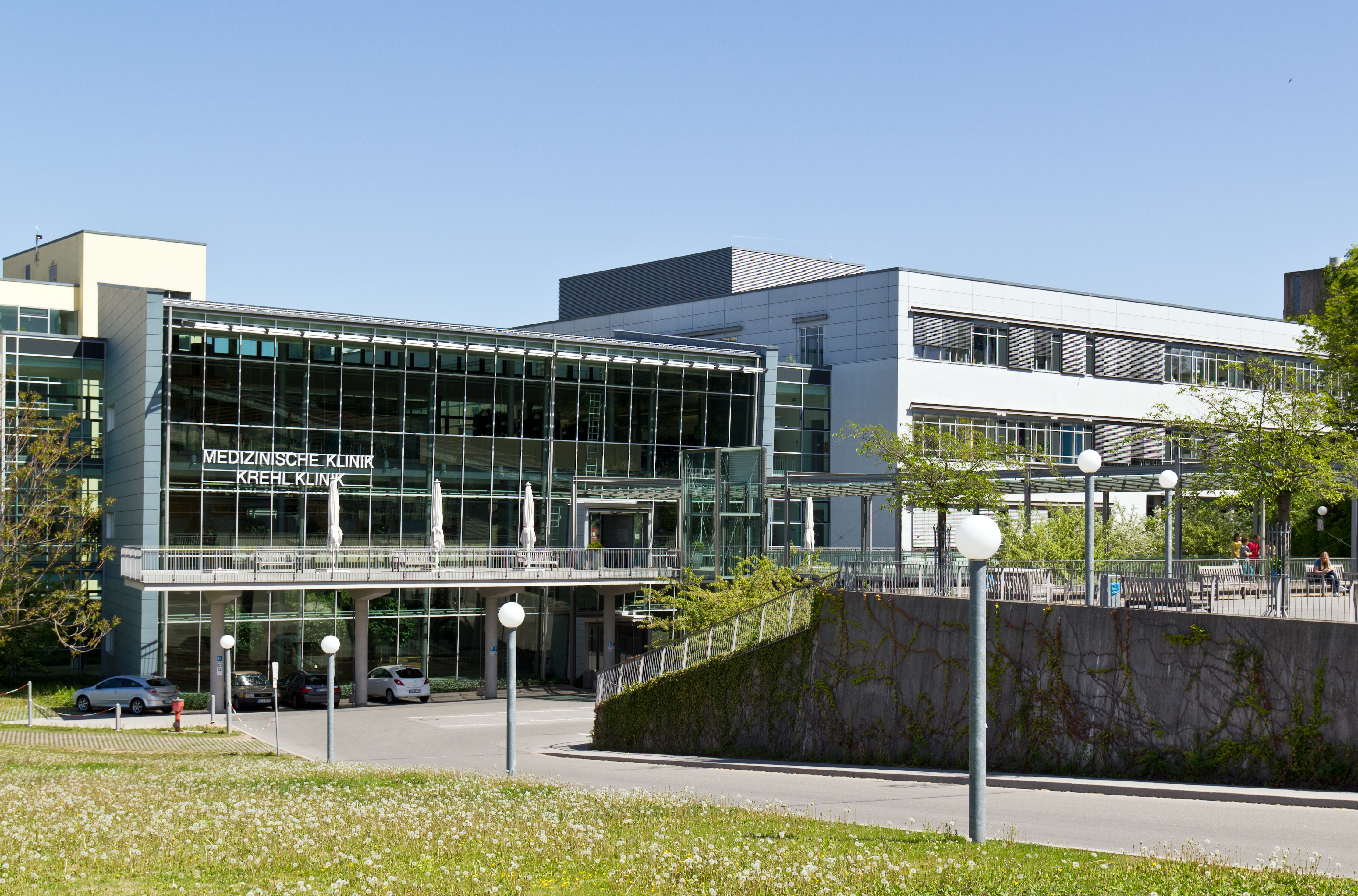
Neue Krehl-Klinik im Neuenheimer Feld

Das Denken Krehls ist gekennzeichnet durch vielfache Versuche, medizinische Klinik und Arztsein wieder miteinander zu verbinden. Im Mittelpunkt seines Werks steht die Pathologische Physiologie, die seit 1893 mit leicht variierten Titeln bis 1932–1934 in 14 Auflagen erschien. Sie erweitert die Struktur-Pathologie der Organe (Giovanni Battista Morgagni) und der Zellen (Rudolf Virchow) um die Pathogenese und Symptombildung der gestörten Funktionen.
Krehls Hauptarbeitsgebiet, die Erkrankungen des Herzens, zeigte ihm, dass es Leistungsstörungen gibt, für die kein pathologisch-anatomisches Substrat existiert. Ähnliches beobachtete er bei Verdauungsstörungen (Dyspepsien) und am Musterbeispiel der Hysterien. Dass an Infektionen nicht alle Menschen und wenn, dann auf unterschiedliche Weise erkranken, veranlasste Krehl, den Allgemeinkrankheiten ihr Recht neben den Organkrankheiten einzuräumen: nämlich den das Krankwerden begünstigenden und die Krankheitsverläufe prägenden Bedingungen (Konstitution, Diathesen; Krankheitsform und Persönlichkeit, 1929). Einerseits wollte und konnte Krehl die naturwissenschaftliche Grundlage der medizinischen Forschung und Diagnostik als Voraussetzung für eine rational begründbare Therapie, die experimentell-induktive Methode, nicht aufgeben. Andererseits drängte ihn die ärztliche Erfahrung zu einem offenen Blick auf die seelischen Bedingungen für Krankwerden und Kranksein. Schon 1902 würdigte er die Arbeit Sigmund Freuds und Josef Breuers. In Symptomen erkannte er Ausdrucksgemeinschaften des Körperlichen und Seelischen und die Wirkungen des Unbewussten. Neben das kausale trat ein teleologisches Denken. Damit trat das Individuum, die Person des Kranken, in den Vordergrund. In der Therapie wird die Stärkung des Gesundungswillens im Kranker-Arzt-Verhältnis wirksam. Hinter Konstitution, Person und Gespräch des Kranken mit seinem Arzt steht der Gedanke einer Ganzheit. Aus den darin wirksamen Wertebezogenheiten folgte Krehl für die ärztliche Praxis eine Sicht auf den Kranken und ein Verhalten zu ihm, das naturwissenschaftliche und geisteswissenschaftliche Sichtweisen vereinigt (Der Arzt, 1937). Das Gespräch überformt zwei Personen zu einer existentiellen Einheit. Auf diesem Wege sind Krehl vor allem seine Mitarbeiter Viktor von Weizsäcker (1886–1957) und Richard Siebeck (1883–1965), die sich auf gemeinsamen Wanderungen durch die Vogesen kennen lernten, gefolgt.
Zu den Krankenschwestern, die unter Ludolf von Krehl gearbeitet haben, zählte Ernestine Thren, eine Trägerin der Florence Nightingale Medaille. Von 1941 bis 1952 war Olga von Lersner pflegerische Oberin der Ludolf-von-Krehl-Klinik.

## Schriften (Auswahl)
- Grundriß der allgemeinen klinischen Pathologie. Leipzig 1893.
- Ludolf Krehl (Hrsg.): Handbuch der ärztlichen Erfahrung im Weltkrieg 1914–1918. 3 Bände: Innere Medizin, Leipzig 1921.
- Pathologische Physiologie. Ein Lehrbuch für Studierende und Ärzte. 2. Auflage Leipzig 1898; 11. Auflage ebenda Leipzig 1921.
- Über Standpunkte der Inneren Medizin. In: Münchner Medizinische Wochenschrift. Band 73, 1926, S. 1547–1552.
- Über die Naturheilkunde. 1935.

## Ehrungen
- Krehl ist der Namensgeber einer der medizinischen Universitätskliniken in Heidelberg.
- Die Südwestdeutsche Gesellschaft für Innere Medizin vergibt den Ludolph-Krehl-Preis für hervorragende Dissertationen und Forschungsarbeiten.[14]
- Am 11. April 2017 wurde ein nach über 80 Jahren im Lager des Max-Planck-Instituts für medizinische Forschung wiederentdecktes Bronzeportrait Krehls vor dem großen Hörsaal der Medizinischen Universitätsklinik, der Krehl-Klinik, angebracht.[15]
- In Heidelberg und Mannheim sind Straßen nach Ludolf von Krehl benannt.[16][17]